# Micromerítica
Micromeritics é a ciência e tecnologia das partículas pequenas. O conhecimento e controle do tamanho de partículas é de importância em farmácia e ciências dos materiais. O tamanho, e consequentemente a área de superfície de uma partícula, pode ser relacionada com as propriedades físicas, químicas e farmacológicas de fármacos (drogas).